# Churra lebrijana
La churra lebrijana o marismeña es una raza ovina española, que recibe su nombre del municipio andaluz de Lebrija, en la provincia de Sevilla y por ser parte del tronco churro ovino.  
Antiguamente estaba ampliamente distribuida por la depresión del Guadalquivir, donde sigue residiendo pero concentrada en pequeños núcleos, en las provincias de Córdoba, Sevilla, Huelva y en el Algarve, aunque sobre todo se concentra en las Marismas del Guadalquivir. El Catálogo Oficial de Razas de Ganado de España la incluye en el grupo de razas autóctonas en peligro de extinción. Se trata de un animal de aptitud mixta, pues es criada tanto por su leche como por su carne. 
La churra lebrijana tiene perfil recto o subconvexo, tamaño mediano y proporciones alargadas. Su peso oscila entre los 65 y 75 kg en los carneros y los 40 y 50 kg en las ovejas. Pertenece al grupo de la oveja churra y como tal su color es blanco con pigmentación centrífuga en negro alrededor de los ojos, en la punta de las orejas, el hocico y en la punta de las extremidades. A veces presenta manchas de gran tamaño en las mamas, la región umbilical, el periné y los testículos, entre otras ubicaciones. El vellón de su lana es abierto y basto, por lo que fundamentalmente esta oveja se usa para la producción de leche y carne.
Produce grandes cantidades de leche, como todas las churras. Esto le permite sacar adelante sus crías, ya que como reproductora es muy prolífica. En cuanto a la carne, se obtiene un cordero pascual ligero.
Son animales de gran rusticidad, capaces de adaptarse a los humedales de alta salinidad. Está sometida a un régimen altamente extensivo, saliendo a pastar diariamente sobre terrenos salinos frecuentemente cubiertos de agua. En ese ambiente obtiene la base principal de la alimentación diaria, comiendo en ocasiones la rastrojera del arroz, pues salvo raras excepciones no se le suministra ración complementaria de aprisco.
Fue el tipo de oveja churra que los españoles llevaron a América en el siglo XVI para alimentar a los ejércitos, encomenderos y colonos, y de ella descienden otras razas americanas como el navajo churro de Estados Unidos, el borrego Chiapas de México o el criollo chilote de Chile.